# 読売ジャイアンツ女子チーム
読売ジャイアンツ女子チーム（よみうりジャイアンツじょしチーム、英語: Yomiuri Giants Women′s Baseball Team）は、読売巨人軍が運営する女子硬式野球のアマチュアクラブチームである。全日本女子野球連盟と全日本女子硬式野球クラブ連盟、関東女子硬式野球連盟に加盟。（登録名は「読売ジャイアンツ」「読売ジャイアンツ(女子)」の場合がある。詳細は後述）
現在の監督は宮本和知（第1代）、キャプテンは田中美羽（第2代）が務める。2025年のチームスローガンは「超えろ!! GO ONE STEP UP」。
日本野球機構（NPB）の加盟球団が公認する女子硬式野球クラブチームとしては西武と阪神に次ぐ3例目で、球団所有・運営チームとしては阪神に次いで2例目となる。

## 概要
2021年12月6日にチーム新設が報道向けに公表され、
2022年に第1期生4名、2023年に第2期生16名の選手が入団し、チームとして本格始動した。

### チームについて
全国大会で優勝経験のある選手や女子日本代表経験者などの選手が多数在籍している。所属選手はアマチュアの選手契約を結び、学業や仕事と並行で練習や試合に参加している。

#### 雇用先・業務
半数以上の選手がジャイアンツアカデミー(直営・フランチャイズ)のコーチとして受講者の技術指導や野球振興イベントを行っており、一部の日程を除き平日にジャイアンツ球場で行う二軍公式戦のボール/バットガールを務める。他にも球団職員やアカデミーフランチャイズ企業での雇用や外部雇用（学校教員など）の雇用先がある。
シーズン期間・練習・活動内容
シーズンは概ね3月から11月まで。関東女子硬式野球連盟のリーグ戦は4月から最長11月頃までの週末に広域関東圏の各球場で行われる。またシーズン期間の中で全日本選手権対象大会および非対象大会のおおむね50試合以上に出場する。全日本選手権対象大会には社会人/クラブの「全日本女子硬式クラブ野球選手権大会」がある。（クラブ選手権 ベスト8は「全日本女子硬式野球選手権大会」へ出場することができる。）オフ期間は各自で練習やトレーニングを行う。
リーグ戦の球場がいわゆる関東甲信越（広域関東圏などの1都10県）で移動に長時間を要する。一人暮らしでの学業や仕事と練習・食事/体調管理など両面を考慮し、一部の選手は周辺自治体の専用寮で生活している。
練習日/集合日は火・水・金曜日の練習日と土日祝日の試合または全体練習日、平日は2部制で、午前9時から12時の周辺球場での午前練習（または早朝練習）、夜間練習は18時から21時に読売ジャイアンツ球場(以下G球場)室内練習場などを利用している。ただしG球場だけでは男子やGJY(U15)との施設利用で時間上の都合があるため周辺球場も併用し補っており、協定締結している女子野球タウンの府中市民球場、その他球団が協定締結している稲城市など近隣自治体にある球場を地域から優先的な予約を受けて使用している。
その他の活動として、リーグ・大会時の運営（当番制で、自チーム試合前後のアナウンスや電子記録係、ボールパーソンや球場整備等）、球団イベント等への参加（一部選手）、地域活動（イベントの参加や企画）、メディア出演（一部選手）などがある。

#### ユニフォーム・用具
キャップ、ユニフォーム、ソックスは後述のように各サプライヤーがついており、バットやグラブ・スパイクなどの用具は貸与し退団時に返却する（一部選手にメーカー提携がある。グラブの個人購入有無は不明）。トレーニング機材や練習にかかる設備・物品は球団またはチームで共有しているものが多く、その他の個人使用するスポーツアクセサリーやトレーニンググッズなどは各自購入している。

#### 背番号
母体球団の読売ジャイアンツで永久欠番とされている背番号（1・3・4・14・16・34）は着用せず、選手と球団の希望を擦り合わせ決定している。

#### チーム名・略称など
チーム名は「読売ジャイアンツ女子チーム」または「読売ジャイアンツ(女子)」で、現状では硬式野球の出場チームにおいて男女が混ざることが無いので、侍ジャパン等では登録名を「読売ジャイアンツ」と登録している。球団では社内で雇用する社会人の選手および大学生や許諾の外部勤務選手によるクラブチームという形を取っているためであったり、他チームからのNPB所属男子とのチーム名区別のために「女子チーム」という名称を便宜上加えたものなどの理由であるが、厳密に表明しているわけではない。（ただし、現在は全日本連盟に社会人野球の単独カテゴリがなく（社会人・クラブ カテゴリとなっているため）、社内雇用選手のみのチームも全てクラブ連盟に属している。）
通常時の公式戦では(女子のみの試合であるため略しており)チーム名として「読売ジャイアンツ」や、電光掲示板の表記では「巨人」となることが多い。またメディアでも「巨人女子」「巨人女子野球チーム」などの表記が多く、稀に「読売女子」と表記されることもある。

### 「目標はプロ化」公言について
初代監督の宮本は2023年から本格始動した中で「将来的な目標はプロ化である」と公言している。
これについて後に「本来なら安易に″プロ化″という言葉を使ってはならないが、それを目標に活動していかなければ（懸命に練習や試合に臨む）選手たちに対して失礼だと思う」「頑張っている彼女たちの思いを大切にして育成に取り組む」「プロ化という目標は簡単なことではないが勝利に対するこだわりを持ち、女子野球のレベル底上げに貢献しなければならない」と考えを明かしている。

## 歴史

### チーム創設
球団や読売新聞社・報知新聞社が女子野球やヴィーナスリーグを後援してきた経緯があり、男子を含めた野球振興にとっての女子野球の意義等の意見を聞いていた原辰徳（当時の一軍監督）も「宮本は本気です、私からもお願いします」とオーナーの山口寿一を説得、山口からは承諾の上で「初めてのことをやるのは大変」と伝えられ、宮本は精一杯頑張ろうと覚悟の気持ちを持ったという。宮本は球団社長付女子野球アドバイザー・初代監督に就任した。
国内の女子硬式野球の人口は増え続けていることから、女子野球の振興・発展のために卒部後やチーム退団後の受け皿・進路目標として、NPB球団の公認としては3チーム目（球団傘下では2チーム目）となる女子チームを創設した。
2021年
- 12月6日：チーム新設がプレスリリースされた。
- 12月8日：第1期生の4名の内定した選手が発表された[23]。

2022年
- 2月1日～12日：宮崎春季キャンプ、最終日には男子選手に混ざって練習を共にこなし、一流選手からアドバイスなどを受けた[21][24]。
- 6月3日：府中市民球場で東京都府中市と「スポーツ振興に関する協働協定」を結んだ。同市は都内で初めて全日本女子野球連盟の「女子野球タウン」に認定されており、野球教室やイベントへの参加などを通じて、女子野球などスポーツ振興や地域活性化に取り組む[25]。
- 11月23日：ファンフェスタで16名の新入団選手と監督・コーチらの新体制を発表[26]。

野球教室・選手交流
BBキャラバンはベースボールキャラバンの意。
- 5月21日：BBキャラバン（絆スタジアム、山口県岩国市）[27][28]
- 9月3日：BBキャラバン（ひたちなか市民球場、茨城県ひたちなか市）[29]
- 12月12日 - 13日：町立三原小学校（東京都八丈町、東京都教育委員会のプロジェクト）[30]、村立青ヶ島小中学校（青ヶ島村、同プロジェクト）、八丈町中学野球部の合同練習（三原中学校、大賀郷中学校、富士中学校）[31]

### 宮本監督時代
この項目では、2024年のチーム動向に関することを記載している。（前年までの成績等詳細は「各年の読売ジャイアンツ女子チーム」から各年リンク先を参照）

#### 2024年
JICA連携活動の一環で、前年末から研修に取り組み1月9日ニカラグアに渡航。スポーツ庁や在ニカラグア日本大使館での野球連盟や各大臣との交流会などが開かれた。また振興活動では、巨人のコーチングカリキュラムに基づいた野球教室では未経験36名の児童と小・中学の野球選手 計176名へ指導し、女子選手らとの合同練習や親善試合(2試合)を行った。事後研修を終えて派遣前のイメージと異なり振興活動や自身の考え方について変化を感じた選手もいたという。2月1日・2日宮崎春季キャンプに帯同し帰京、3日に府中・大國魂神社(参拝)および調布・深大寺にて各5名イベント参加、4日には日本代表の田中美羽と球団職員で発起したベースボール5チーム「GIANTS」が第1回日本選手権に出場し準優勝となった。10日に全体練習を開始。球団職員・コーチなどデュアルキャリアに取り組む社会人・アスリートとしてより一層の向上を目指し野球振興・社会貢献活動をしていること等から、阿部慎之助一軍監督の意向で女子(とU15)も含めて球団全体で指針の明文化や浸透を図るクレドカードが配布される（白のページは監督などの指針・黒のページは「GIANTS WAY」など）。3月2日の対桃教大で今季のOP戦を開始。
6月22 - 23日の福岡SBホークスクイーンズカップ招待試合の対優勝チーム・九州ハニーズ戦（みずほPayPay、ロッテ戦後）、6月29日(甲)と7月13日(東、DeNA戦後)の対阪神戦を開催発表。6月11日に今村司が代表取締役社長を退任(非常勤球団顧問に就任)し国松徹が就任と発表。初開催の交流戦に連盟推薦を受けたため渡韓し3地域の代表およびクラブチームと対戦。10月に「女の子のためにスポーツを変えるウィーク -COACH THE DREAM-」 東京サミットに巨人からは田中が出演した。女性スポーツ参画活動などに取り組む団体「プレー・アカデミーwith大坂なおみ(大坂、ナイキSCI、ローレウス・スポーツ・フォー・グッド財団)」が主催したディスカッションイベントで女性とスポーツにおいての課題などを取り上げたものとなり、女子スポーツの参画促進・指導法ガイドの発表に対し球団も賛同を表明した。10月28日に松本哲也が一軍コーチ復帰に伴い退任。11月2日に大沼・森﨑の2選手の退団発表、12月23日に佐藤弘祐がスコアラー就任に伴い退任、翌24日に新入団選手 (移籍1名、新卒4名)と新任コーチが発表された。
野球教室・選手交流 (詳細は本年のページへ)
- 1月：ニカラグア野球教室
- 2月16日：出前教室 (市立二塚小学校 富山県高岡市)[57]
- 2月17日：ふるさとBBキャラバン (高岡西部総合公園 高岡市)[58]
- 同上：JUMP-JAM・レク、野球ゲームほか (七尾市城山体育館 石川県七尾市、USICベースボールアカデミー、G hands 応援しよう!能登プロジェクト)[59][60]
- 2月25日：ふるさとBBキャラバン (町立小豆島中学校体育館 香川県小豆郡小豆島町)[61][62]
- 5月12日：BBキャラバン（スリーボンドスタジアム八王子、東京都八王子市）
- 8月：韓国女子野球国際交流試合 遠征時、韓国のクラブチームと合同練習[63]
- 10月3日：中信学童野球連合会が企画した女子小学生野球教室 (上條・長田、セキスイハイム松本スタジアム 長野県松本市)[64][65]
- 10月24日 - 11月21日（毎週木曜日・5回）：府中市連携イベント「選手といっしょ！はじめての野球教室」(日吉体育館)[66]

## 所属選手・スタッフとIL

### ロースター
選手・スタッフの詳細情報については「読売ジャイアンツ女子チームの選手一覧」も参照
2025年の選手・スタッフ（2025年2月10日時点）。◎の選手は創設メンバー、*は新入団、′は球団職員または野球関係雇用選手(非公表を除く)。（登録ポジション以外につく場合もある。）
| 読売ジャイアンツ女子チーム ロースター | 読売ジャイアンツ女子チーム ロースター | 読売ジャイアンツ女子チーム ロースター | 読売ジャイアンツ女子チーム ロースター | 読売ジャイアンツ女子チーム ロースター |
| --- | ------------------------------------- | --- | ------------------------------------- | --- |
| 選手 (26名) | 選手 (26名)                           | 選手 (26名) | 選手 (26名)                           | スタッフ |
| 投手 (9名) - 11 小野寺佳奈 ′ - 15 伊藤春捺 - 17 清水美佑 ′ - 18 吉安清 ′◎ - 19 村川祐月 ′ - 20 桑沢明里* - 26 日髙結衣 - 30 澤田百華 ′ - 89 島野愛友利 ′◎ 捕手 (3名) - 21 金満梨々那 ′◎ - 22 中江映利加* - 27 海野輝夏* |                                       | 内野手 (8名) - 20 東ここあ ′ - 50 阿部希* - 60 中村柚葉 ′ - 90 真砂寧々 ′ - 10 瀧石かの子 ′ - 25 野呂萌々子 - 31 長田朱也香 ′ - 55 佐々木秋羽* 外野手 (6名) - 70 山下陽夏◎ - 80 田中美羽 ′ - 12 相見菜月 ′ - 24 原田由真 ′ - 44 内田梨絵瑠* - 51 上條優奈 ′ |                                       | チーム代表・監督 - 81 宮本和知 コーチ - 71 坂本工宜* - 75 勝呂壽統 - 99 隠善智也* マネージャー - 水上佳奈子 - 岩瀬仁美 - 甲斐綾乃 トレーナー - 丸山洵 |

### IL
| 内 | 野呂萌々子 | 右膝の怪我 | ′25 IL |

## 大会・表彰
2025年7月13日大会終了時点

### 大会

#### 全国大会
- 全日本女子硬式クラブ野球選手権大会
  -  優勝 ：2回（2023、2024）
- 全日本女子硬式野球選手権大会
  -  準優勝 ：1回（2024）

#### 地域大会
- DESCENTE presents 女子硬式野球沖縄大会 
  -  優勝 ：3回*（2023、2024、*2025[注 3]）
- 栃木市杯 栃木さくらカップ（フリーの部）
  -  優勝 ：1回（2023）
- 女子野球GIANTS杯 福島大会（硬式の部）
  -  優勝 ：1回（2025）
  -  準優勝 ：2回（2023[71]、2024[72]）
- みやざきブーゲンビリアカップ[注 4]
  -  優勝 ：1回（2023）
- 谷口板金カップ 女子硬式野球 北海道大会
  -  優勝 ：1回（2025）

### 表彰
- 最優秀選手賞
  - 全日本女子硬式クラブ野球選手権大会
    - 2023 - 小野寺佳奈[73]、2024 - 野呂萌々子

  - 女子硬式野球沖縄大会
    - 2024 DESCENTE MVP - 清水美佑

  - 女子野球GIANTS杯 福島大会
    - 2025 - 清水美佑

- 優秀選手賞
  - 全日本女子硬式野球選手権大会
    - 2024 - 清水美佑

  - DESCENTE presents 女子硬式野球沖縄大会
    - 2024 - 長田朱也香

  - 女子野球GIANTS杯 福島大会
    - 2023 - 中村柚葉[74]、2024 - 日髙結衣

## チーム成績・記録
「各年の読売ジャイアンツ女子チーム」を参照

## スローガン・チーム/共通キャッチコピー
| 年   | 男女共通CC                                    | シーズンS                | チームCC                     |                      |
| ---- | --------------------------------------------- | ------------------------ | ---------------------------- | -------------------- |
| 2023 | 89 is my life. ～野球とは、人生そのものだ。～ | 2023 "START UP" 魅せる!! | –                            | [ 75 ] [ 76 ]        |
| 2024 | go! 行こう、最高の未来へ。                    | 掴め!! NEXT CHAPTER      | 女子野球、私達が未来を創る!! | [ 77 ] [ 78 ] [ 79 ] |
| 2025 | BORN TO WIN 勝つために、生まれてきた。        | 超えろ!! GO ONE STEP UP  | 女子野球、私達が未来を創る!! | [ 80 ] [ 81 ]        |

## 主な使用球場、遠征・キャンプ地等
- 室内練習場（ジャイアンツ球場） - 平常時の練習（屋外グラウンドは冬季オフ期間のみ）
- 府中市民球場 - 全体練習、練習試合、府中キャンプ[82]（参拝社：大國魂神社）
- 調布基地跡地運動広場 (A-16) - 全体練習、練習試合
- 公益社団法人 九段尽性園グラウンド
- 恩納村立赤間運動公園野球場 - 春季短期キャンプ[83]
- 宮崎県総合運動公園 - 宮崎春季キャンプに帯同する場合（一部選手、イベント・技術指導・試合業務を含む）

## ユニフォーム、サプライヤー等
一部を除き、基本的に男子のサプライセットと同様である。
- 2023年からナイキとパートナーシップ契約を結び、2023シーズンからの巨人及び女子野球の公式ユニフォームサプライヤーとなる[84]。ネーム掲載と前番号がない「背番号のみ」となり、胸元のロゴ入り（キャプテンはCマークが左胸元に入る）ユニフォームになる。
- キャップはNEW ERA提供である。また、ソックスも同様にソックスサプライヤーのSTANCEと契約し、MLBと同様のセットアップを着用する[85]。
- 2ndユニフォーム：2023年7月22日の対阪神戦でオレンジ色の「橙魂ユニ」（上半身のみ）を使用し、その後も通常の併用ユニフォームとして使用している[86]。
- 2024年からは新ユニフォームが使用される。キャップロゴがティファニーデザインのものとなり、ホームユニフォームの右袖に「TOKYO」文字が復刻刺繍され、ソックスには外側の中央に球団新ロゴと、足首部分には東京の街並みをイメージしたイラストが入る（併用の橙魂ユニも24年モデルに変更された。）[87][88][89]。また、7月13日の対阪神戦では、ティファニーと特別コラボした24年モデルのユニフォーム・TGキャップ・ソックス・TGヘルメットを1軍に先駆けて着用[90]。背番号の下に「Tiffany&Co.」とロゴが刺繍され、TG/側頭部ロゴやソックスにはティファニーブルーが使用された。
- 3rdユニフォーム：2025年4月27日の対新潟医療福祉大学戦で黒色の「ブラックユニ」を初使用[91]。

### スポンサー
（2023年2月時点で公表されているもの）
- オフィシャルキャップサプライヤー：NEW ERA
- オフィシャルユニフォームサプライヤー：ナイキ
- サポーティングカンパニー：コナミホールディングス
- オフィシャルサプライヤー：STANCE

## 応援団
現在は球団や連盟が公認する応援団はなく、以下の有志による応援団のみである。
- 「ジャイアンツ女子チーム私設応援団YELLs」(ジャイアンツじょしチームしせつおうえんだんエールズ、英語：GIANTS LADIES CHEER TEAM)
2023年から活動している私設応援団[92]。NPBの応援団規定（特別応援許可）に則った団体ではなく、団員の審査は有志団員により行われており、監督の許諾を得て活動している。2024年12月14日までの旧団体名は「読売ジャイアンツ女子応援団・東京稲城」[93]。西武(加須炎獅子会)や東近江など他チームと異なり、プロ野球応援歌を汎用せずオリジナル応援歌を作詞作曲・演奏している。

東京ドームや甲子園での対阪神戦、その他の球場での有料試合など、試合観戦契約約款・特別応援許可規程がある試合の場合は、有志による応援団は応援禁止対象団体となる。そのため、それらの試合では親球団の応援団（読売ジャイアンツ応援団）が代理応援を行ったり、その他外部の演奏団体を招く場合がある（例：地元学生の吹奏楽部による応援など）。また、甲子園では大阪応援団がメインで行うなど、球場地域や時期、プロ試合との兼ね合いによって団員が変わったり各地応援団が協力して行うことがある。
全日本女子野球連盟およびその下位組織による試合の際には、鳴り物応援は大会主催者や相手チームの許諾を得た場合に応援活動ができるが、試合途中であっても中止を求められることがある。また、使用球場や時間帯によって鳴り物(大型スピーカーなどの再生機器を含む)が使用できないことがある。

## その他の活動

### 地域活動
読売ジャイアンツ球場およびジャイアンツタウンスタジアムの周辺自治体との連携の一環で、各種イベント・行事などに参加している。

### TOKYO UNITE
東京都内のスポーツ団体・チーム連携活動「TOKYO UNITE」に読売巨人軍も参画しており、NPB選手だけでなくアカデミーコーチや女子チームの選手も含んで参画している。UNITE全体のイベントや、他チーム主催の交流イベントなどに参加している。

### ベースボール5チーム「GIANTS」
入団前からベースボール5チームの5STARsに所属し日本代表にもなった田中美羽を筆頭に、他の女子選手とアカデミーなどの球団職員でチームを結成。球団でもキャンプ地での体験会や、JICA協力でブルキナファソの選手へオンライン指導を行うなどベースボール5の普及を進めている。
侍ジャパン チャレンジカップ 第1回 Baseball5 日本選手権（オープンの部G-A 予選：2023年12月23日・明治神宮外苑室内球技場、本戦：2024年2月4日・横浜武道館）
チームの構成メンバーは田中大輝、辻東倫、黒田響生、竹内大地、中濱瑞樹と（女子チーム）田中、長田、真砂、甲斐。2023年12月の予選と翌年2月の本戦の決勝まで進み準優勝となった。

## 試合中継・メディア等

### 試合中継等
ヴィーナスリーグや全国大会においては、一部の試合のみ球団職員による簡易中継が行われ、球団公式配信サイト「GIANTS TV」にて無料配信される。
また、東京ドームで行われる交流試合では、日テレジータスのDRAMATIC BASEBALLにて放送される。ジータスはCS放送であるが、NPBプロ野球の巨人主催試合と同様に、GIANTS TVでも有料配信される。アナウンサーと解説者（女子野球監督経験者など）による解説付きで、2023年の巨人-阪神戦（東京ドーム）ではボリュメトリックビデオシステムを使用した放送も行われた。

### 番組・メディア等
番組
- 日テレジータス（CS放送局）- DRAMATIC BASEBALL、超ジャイアンツ（特集時）
- その他、日本テレビ系列の特集番組など。

メディア
- GIANTS TV（球団公式配信サイト）
- 月刊ジャイアンツ（報知新聞社発行の月刊雑誌）